# 拉讷夫雷特
拉讷夫雷特（法語：Lanneuffret，法語發音：[lanœfʁɛt]）是法国菲尼斯泰尔省的一个市镇，属于布雷斯特区。

## 地理
拉讷夫雷特（48°29'51"N, 4°12'11"W）面积2.24 平方千米，位于法国布列塔尼大區菲尼斯泰尔省，该省份为法国最西部的省份，位于布列塔尼半岛西部，北西南三面环大西洋，东临阿摩尔滨海省和莫尔比昂省。
与拉讷夫雷特接壤的市镇（或旧市镇、城区）包括：拉罗什莫里斯、普卢埃代恩、普卢内旺泰尔。

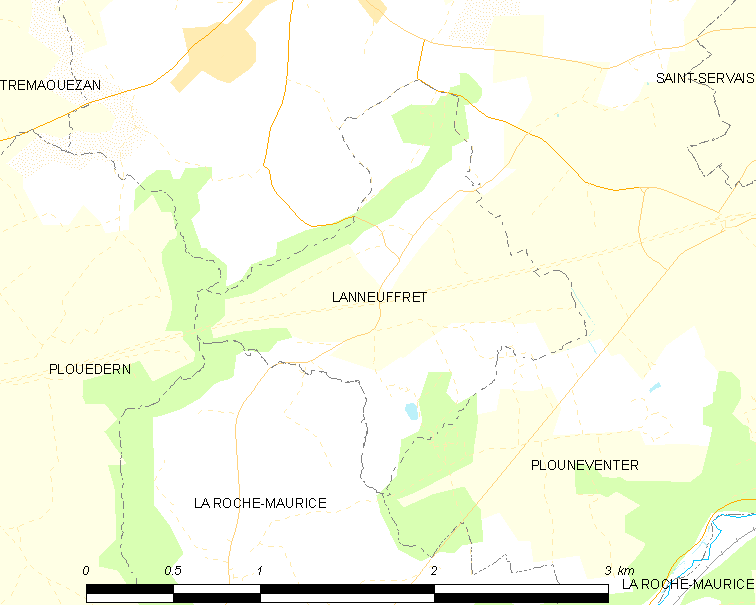
拉讷夫雷特的OSM定位图

拉讷夫雷特的时区为UTC+01:00、UTC+02:00（夏令时）。

## 行政
拉讷夫雷特的邮政编码为29400，INSEE市镇编码为29116。

## 政治
拉讷夫雷特所属的省级选区为朗代诺县。

## 人口

1962-2008年间拉讷夫雷特人口变化图示

拉讷夫雷特于2022年1月1日时的人口数量为150人。